# Battalion z.b.V. der Waffen SS

## Costituzione dell'unità speciale
Bataillon z.b.V. der Waffen-SS è stata costituita come "Sonderkommando Ribbentrop" (noto anche come "Sonderkommando Künsberg", "Gruppe Künsberg" e "AA Sonderkommando") ed è stata una unità che ha partecipato al saccheggio sistematico del patrimonio culturale delle aree occupate dalle forze armate tedesche, soprattutto in Europa orientale.

## Attività operativa dell'unità speciale
Mirava soprattutto ai palazzi, ai musei, alle istituzioni scientifiche ed alle biblioteche delle città occupate e tra le cose rubate da questa unità vi fu la famosa "camera d'ambra" del Palazzo di Carskoe Selo della Grande Zarina Caterina. Si stima che un totale di oltre 300.000 pezzi siano stati saccheggiati da questa unità speciale e che la maggior parte siano stati consegnati al ministero del Reich per i Territori occupati dell'Est (Reichsministerium für die besetzten Ostgebiete, RMfdbO) di cui era Ministro Alfred Rosenberg. Si stima che 40-50 vagoni siano stati inviati in Germania ogni mese, con oggetti di valore rubati da questa unità e nel marzo 1942 si tenne una mostra a Berlino con tali opere saccheggiate.
Questa unità con compiti speciali originariamente faceva parte del Ministero degli Esteri, di cui era ministro Joachim von Ribbentrop, e la Waffen-SS e NSKK forniva il trasporto e gli altri elementi logistici che servivano all'unità. È stata attiva in Polonia e nei Balcani, ma soprattutto durante l'invasione dell'Unione Sovietica, quando tre delle quattro compagnie di tale unità speciale erano aggregate a ciascuna delle tre Heeresgruppe. Una quarta compagnia si crede sia stata inviata in Nord Africa.
Poi l'unità veniva trasferita nel 1942 nelle Waffen-SS e nel 1943 veniva sciolta.

## Forza dell'unità
- 31 dicembre 1942 : 390 uomini

## Ordine di battaglia
- 4 Compagnie

## Comandante dell'unità
- SS-Sturmbannführer (maggiore delle SS) Eberhard Freiherr von Künsberg
  - comandante dell'unità: dal 1939 (data della sua costituzione) al 1943
  - Aristocratico tedesco; nato nel 1909; entrava nelle SS come ufficiale nel 1934;
  - Faceva parte del 15° regg. cavalleria delle SS; Tessera SS: numero 1342; tessera NSDAP: numero 132008

### Vice Comandante dell'unità
- SS-Hauptsturmführer (capitano delle SS) Fritz Störtz
  - tessera SS: numero 283241; Capo del 1./Btl.d.W-SS z.b.V. 11/42

## Curiosità
- Rosenberg aveva alle sue dipendenze un'altra unità per compiti speciali, coinvolto anch'esso nella confisca dei tesori culturali: Einsatzstab Reichsleiter Rosenberg (ERR).

## Fonti
- Nuremberg Trial Proceedings Vol. 7 & 10, testimony of Dr. Norman Forster
- Peter Harclerode & Brendan Pittaway -  Lost Masters: World War II and the Looting of Europe's Treasurehouses
- Patricia Kennedy Grimsted - Roads to Ratibor: Library and Archival Plunder by the Einsatzstab Reichsleiter Rosenberg
- Dorothee Hochstetter - Motorisierung und "Volksgemeinschaft": Das Nationalsozialistische Kraftfahrkorps (NSKK) 1931-1945
- Dr. K-G Klietmann - Die Waffen-SS: eine Dokumentation
- Kurt Mehner - Die Waffen-SS und Polizei 1939-1945
- Jonathan Petropoulos - Art As Politics in the Third Reich
- Gunter Wermusch - Die Bernsteinzimmer Saga: Spuren, Irrwege, Ratsel